# Franches-Montagnes (BLN)

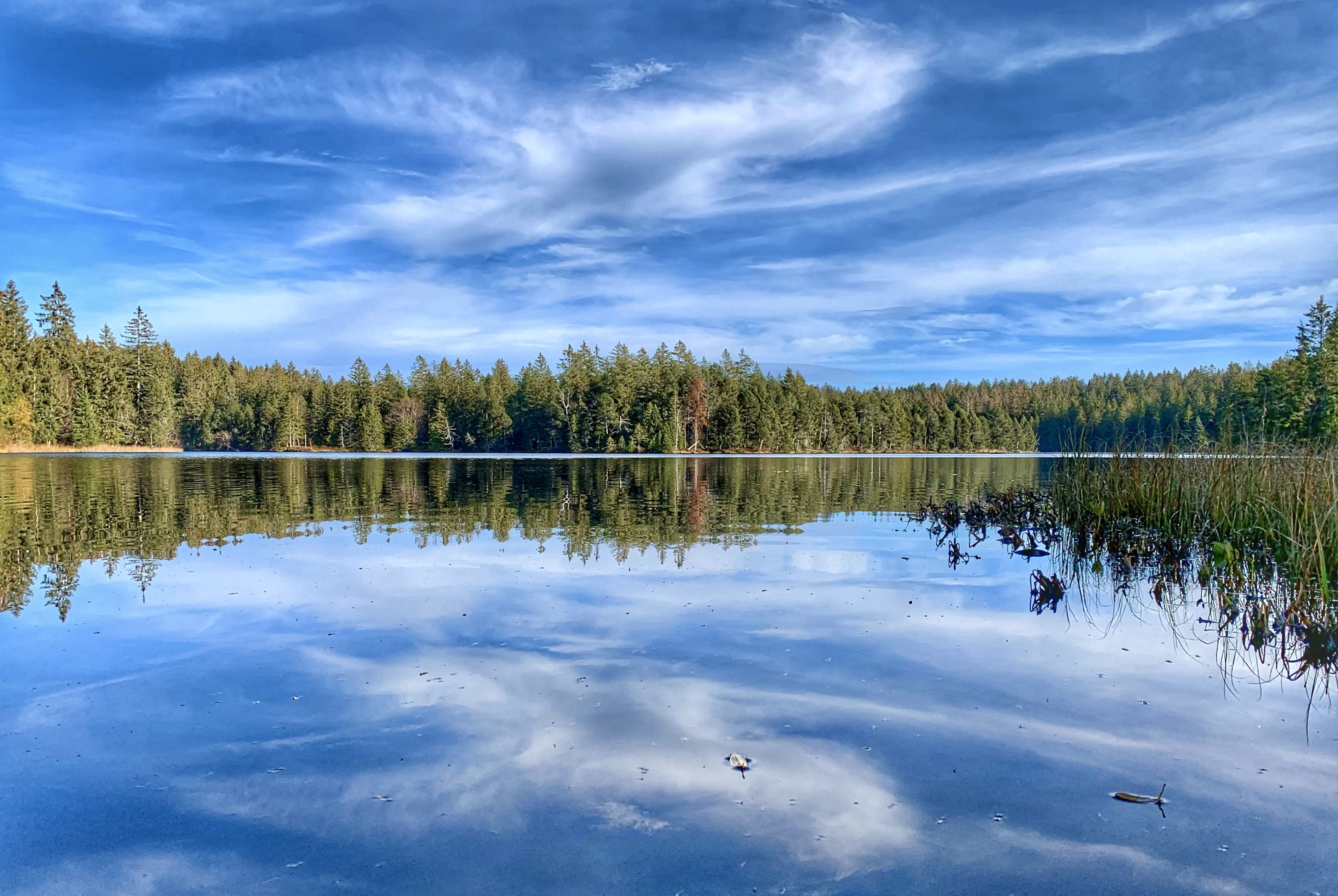
Der See Etang de la Gruère

Franches-Montagnes (deutsch «Freiberge») ist eine 1977 im Bundesinventar der Landschaften und Naturdenkmäler von nationaler Bedeutung (BLN; französisch Inventaire fédéral des paysages, sites et monuments naturels d’importance nationale (IFP)) verzeichnete Natur- und Kulturlandschaft des Juragebirges in der Nordwestschweiz.
Das BLN-Gebiet Nr. 1008 «Franches-Montagnes» umfasst einen Abschnitt der grösseren Landschaft Freiberge in den Kantonen Jura und Bern. Ein grosser Teil des Gebiets liegt im Areal des regionalen Naturparks Parc du Doubs und ein kleiner Bereich im Gebiet des Parc régional Chasseral.

## Geografie
Das 3957 Hektaren grosse BLN-Gebiet «Franches-Montagnes» erstreckt sich über Flächen in den Gemeinden Les Breuleux, Lajoux, Le Bémont, Les Genevez, Montfaucon und Saignelégier im Bezirk Franches-Montagnes des Kantons Jura und in den Gemeinden Mont-Tramelan und Tramelan im Verwaltungskreis Berner Jura.

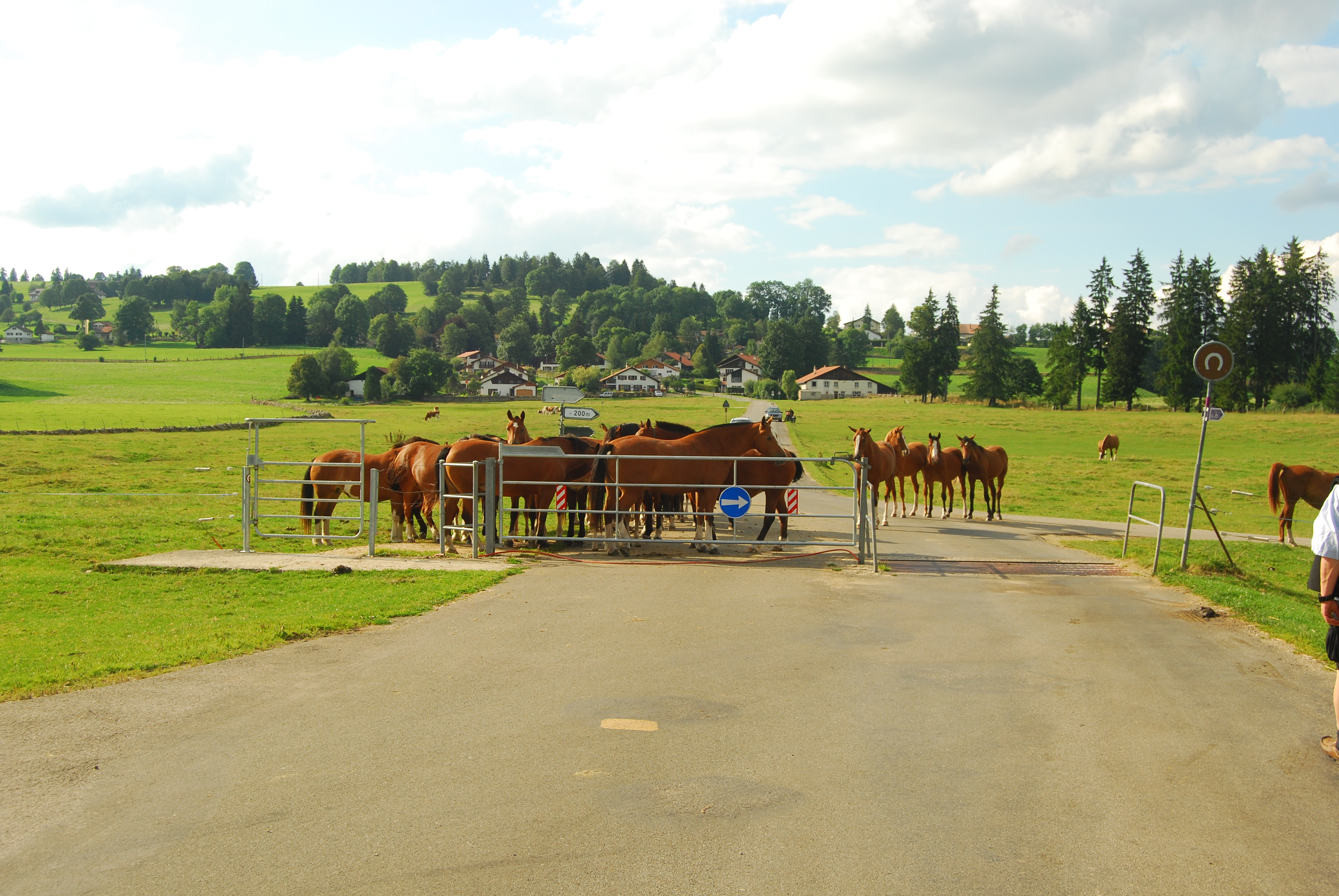
Weidegebiet bei Le Bémont

Das Landschaftsschutzgebiet entspricht einem Kernbereich der gesamten, üblicherweise als «Freiberge» (französisch Franches-Montagnes) bezeichneten geographischen Region im Schweizer Faltenjura, die sich zwischen dem Bergzug der Montagne du Droit im Süden und dem tief eingeschnittenen Tal des Doubs im Nordwesten erstreckt; das benachbarte Areal Vallée du Doubs ist ein weiteres BLN-Landschaftschaftschutzgebiet. Bei der Entstehung des Juragebirges bildeten sich in dieser Zone im Unterschied zum südlich davon liegenden Kettenjura keine hohen Bergzüge und tiefen Längstäler aus, sondern es entstand eine nur leicht von Hügelgebieten akzentuierte Hochebene, die im Durchschnitt auf der Höhe von etwa 1000 m ü. M. liegt. Der Untergrund besteht zur Hauptsache aus Kalkgestein des Oberen Juras, früher «Malmkalk» genannt. An der Oberfläche des BLN-Gebiets liegen ganz im Nordwesten Schichten der St-Ursanne-Formation und im grössten Teil des Gebiets im Südosten solche der Pichoux-Formation, die ihren Namen nach der Schlucht Gorges du Pichoux (einem weiteren BLN-Gebiet) hat. In einem Gebiet bei Les Genevez überdecken Nagelfluhbänke den Kalkfels.
Auf dem Plateau der Freiberge liegen mehrere andere Gemeinden des Kantons Jura, die ebenfalls zum Bezirk Franches-Montagnes gehören, aber keinen Anteil am definierten BLN-Objekt «Franches-Montagnes» haben. Dieses ist auf die Zone mit besonders wertvollen Naturobjekten zwischen den grösseren Ortschaften in der Umgebung begrenzt. Die Siedlungsgebiete von Saignelégier, Tramelan, Les Genevez und Montfaucon liegen ausserhalb des Perimeters des Landschaftsschutzgebiets, in dem nur kleine Weiler und Einzelhöfe stehen; die grösseren dieser Häusergruppen heissen Les Rouges-Terres, Le Prépetitjean, La Theurre und La Prédame. Das offene Kulturland zwischen den Wäldern wird landwirtschaftlich genutzt. In der Mitte der Landschaft liegen die zwei Seen Etang de la Gruère und Etang des Royes, die früher Wasserspeicher für Mühlen und Sägewerke waren und heute besondere Sehenswürdigkeiten und Ziele des Tourismus im Jura sind.
Auf dem Hochplateau gibt es mit Ausnahme des nordöstlichen Abschnitts, der ausserhalb des BLN-Gebiets liegt, keine Bäche oder Flüsse, die die Landschaft entwässern. Das Niederschlagswasser versickert in Dolinen im stark verkarsteten Untergrund des Malmkalkmassivs und fliesst zu oft weit entfernten Karstquellen in den umgebenden Regionen. Die Landschaft um Saignelégier wird unterirdisch zu den Quellen bei Theusseret am Doubs entwässert und gehört somit zum Einzugsgebiet der Rhone, während die östlichen Abschnitte des BLN-Gebiets im Flussgebiet der Birs und somit des Rheins liegen. Durch den Untergrund der BLN-Landschaft verläuft somit eine nicht näher bestimmbare Grenzzone der Europäischen Hauptwasserscheide.
Mehrere Verkehrswege durchziehen das BLN-Gebiet, vor allem die Hauptstrasse 18 im Norden und die Hauptstrasse 248 in der Mitte, die Bahnstrecken Saignelégier–Glovelier und Tavannes–Noirmont sowie verschiedene Lokalstrassen.

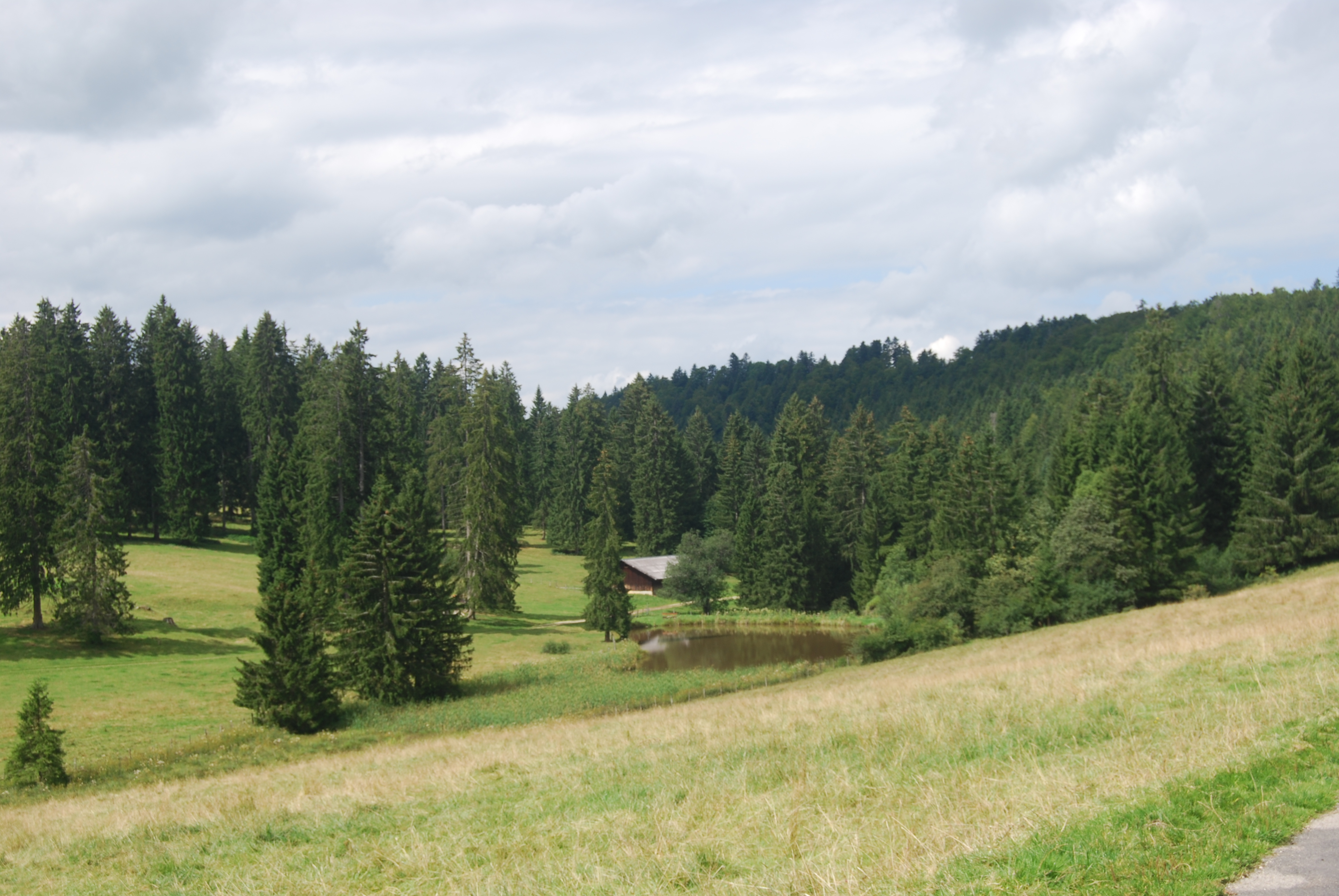
Wald und Weide bei Lajoux

## Flora und Fauna

Moorgebiet am Etang de la Gruère

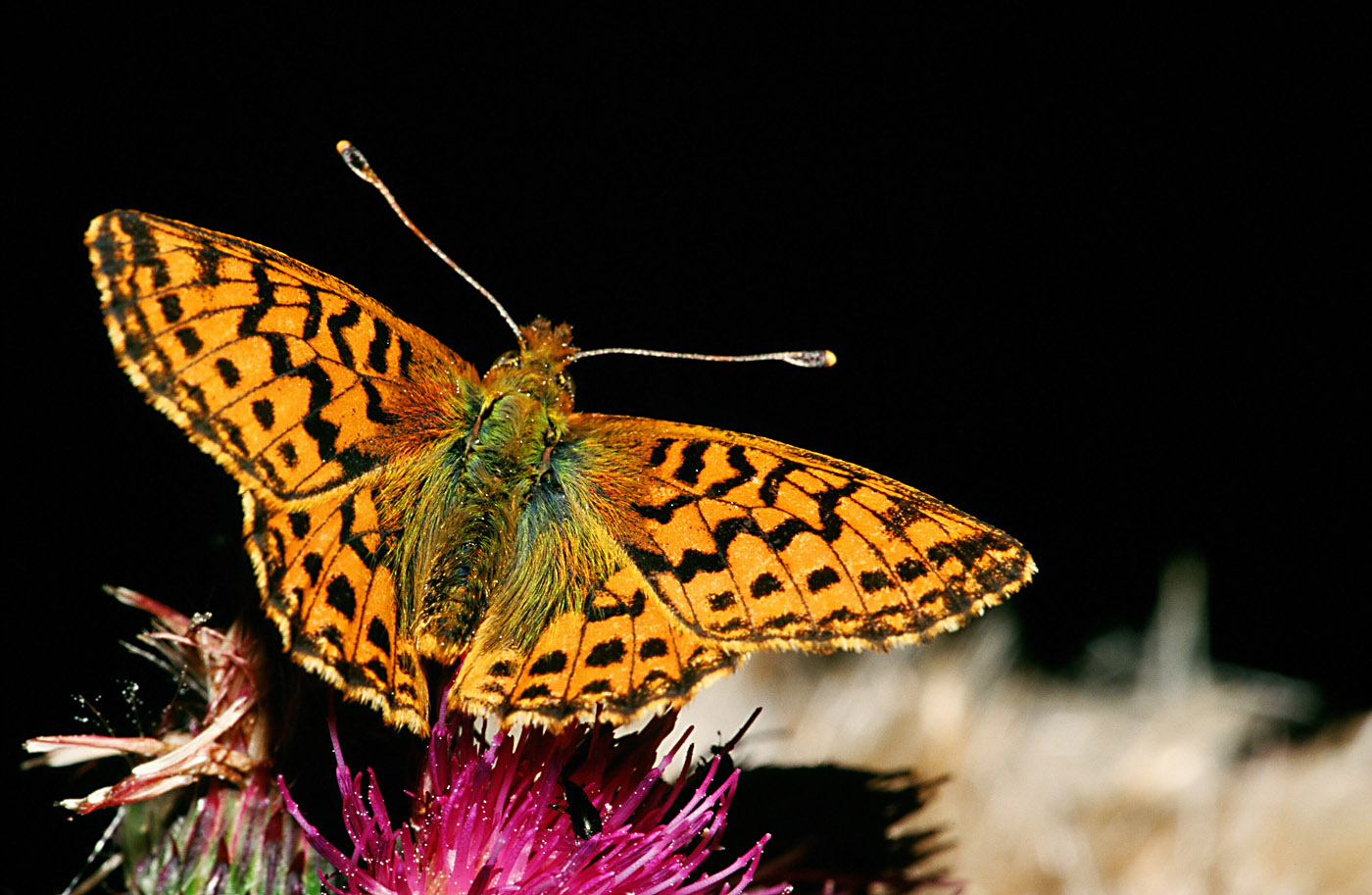
Hochmoor-Perlmuttfalter

Die Landschaft «Franches-Montagnes» ist durch ein vielteiliges Mosaik von Wäldern, Weideflächen und Moorgebieten geprägt. In den weiten Senken zwischen den Hügeln entwickelten sich seit dem Eiszeitalter, in welchem der Rhonegletscher bis in die Gegend von Tramelan vorstiess, ausgedehnte Moorlandschaften, die zu den bedeutendsten Naturobjekten dieser Art in der Schweiz gehören. Auf Stellen, wo das unterirdische Abfliessen des Wassers durch dichte Bodenschichten, vor allem Lehm der Bärschwil-Formation oder Molasse, erschwert ist, wuchsen seit dem Eiszeitalter Moorkörper, die sich teilweise über grosse Flächen erstrecken. Die umfangreichsten dieser Feuchtgebiete liegen in der Nähe des Etang de la Gruère und des Etang des Royes und in der weiteren Umgebung des BLN-Gebiets auch bei Bellelay und dem Torfmoor von La Chaux d’Abel.
Nachdem seit dem 19. Jahrhundert in den meisten Hochmooren der Region der grösste Teil des Torfs ausgebeutet und weite Gebiete durch Entwässerung in Weideland umgewandelt und durch Viehtritt beeinträchtigt wurden, sind heute neben Flachmooren nur noch wenige Bereiche mit primärem Hochmoor erhalten geblieben, die im Bundesinventar der Hoch- und Übergangsmoore von nationaler Bedeutung verzeichnet sind.
In den Waldgebieten kommen verschiedene seltene Baumarten und botanische Lebensgemeinschaften vor. So sind einige Räume von Heidelbeer-Tannen-Fichtenwald besiedelt. An wenigen Stellen ist der ursprünglich im Jura verbreitete Buchen-Tannenwald vorhanden. In der Nähe des Etang de la Gruère ist als Relikt der ehemaligen alpinen Tundravegetation ein Bestand der sehr seltenen Zwergbirke erhalten. Zum charakteristischen Landschaftsbild der Waldweide gehören die vielen grossen Nadelbäume, die ausserhalb der geschlossenen Wälder einzeln auf den weiten Wiesengebieten stehen. Die Wälder und Feuchtgebiete sind Lebensräume für viele Vögel wie den Wiesenpieper und für Insekten. Die Moore und Seen mit dem umgebenden Moorkiefernwald sind spezifische Biotope und gelten als Amphibienlaichgebiete von nationaler Bedeutung. Am Etang de la Gruère leben Populationen des gefährdeten Nördlichen Kammmolchs und von Libellen wie der Grossen Moosjungfer. In den Hoch- und Flachmooren der Franches-Montagnes kommen unter anderem Pflanzen der Hochmoor-Torfmoos-Gesellschaften und von Kalksümpfen vor. Neben den Moosen sind Kräuter, Sträucher und Bäume vorhanden. In den Moorgebieten kommen etwa die Besenheide, die Moosbeere, Wollgräser, Seggen, Binsen, die Blutwurz, die Sumpf-Kratzdistel, das Sumpf-Veilchen und andere Arten vor. Die Feuchtgebiete sind ein Habitat für den seltenen und gefährdeten Hochmoor-Perlmuttfalter. Auf einigen entwässerten und abgetorften Moorarealen hat sich Wald ausgebreitet.
Auf einer ausgedehnten Waldlichtung östlich des Etang de la Gruère steht eine dichte Hochstaudenflur unter Weiden, Fichten und Birken. In der Pflanzengesellschaft dieses Gebiets, die auch Farne umfasst, dominieren der Eisenhutblättrige Hahnenfuss, das Echte Mädesüss, der Wald-Storchschnabel und der Behaarte Kälberkropf.
Der See Etang de la Gruère und seine Umgebung wurde als Smaragdgebiet gemäss der Berner Konvention von 1979 in das nationale Verzeichnis der besonders wertvollen natürlichen Lebensräume aufgenommen. Die Seelandschaft, zu der auch der kleinere Weiher Etang de Pouleyo gehört, bildet ein 120 Hektaren grosses Naturschutzgebiet, dessen Pflege der Kanton Jura zusammen mit der Naturschutzorganisation Pro Natura gewährleistet.
Ausser dem Raum Etang de la Gruère bestehen im BLN-Areal «Franches-Montagnes» auf dem Gebiet des Kantons Jura noch die drei weiteren kantonalen Schutzgebiete Réserve naturelle de l’Etang des Royes, Réserve naturelle de Plain de Saigne und Réserve naturelle tourbière de La Chaux des Breuleux. Das 283 Hektaren grosse Torfmoor von La Chaux-des-Breuleux erstreckt sich über die Kantonsgrenze bis in das bernische Weidegebiet La Chaux de Tramelan. Das durch Torfabbau und entwässerte Hochmoor wurde im 20. Jahrhundert auch als Zielgebiet für militärische Schiessübungen genutzt. Der seit den 1940er Jahren bestehende Plan der Schweizer Armee zur Errichtung eines Waffenplatzes in den Freibergen, der auch zum Jurakonflikt beitrug, bewirkte, dass im Berner Jura der Naturschutzgedanke mehr Gehör fand. 1972 hörten die Schiessübungen der Schweizer Luftwaffe bei Chaux des Breuleux auf, und 1974 stellten der Kanton Bern und die Gemeinde La Chaux-des-Breuleux das Torfmoor unter Schutz. 1980 verhängte die Regierung des Kantons Jura den Schutz auch über die Moorfläche nördlich der Grenze. Um 2020 entfernte das Kommando Kampfmittelräumung der Schweizer Armee die Munitionsreste aus dem Gebiet zwischen Tramelan und La Chaux-des-Breuleux. In einem mehrjährigen Programm wurde das Moor bis 2022 in einem vom Bund, den beiden Kantonen und dem Fonds Landschaft Schweiz getragenen Projekt revitalisiert. In einem nächsten Schritt lässt der Kanton Jura bis 2027 in den trockengelegten Moorgebieten östlich des Etang de la Gruère und bei La Prédame (in der Gemeinde Les Genevez) die Entwässerungsgräben schrittweise mit Holz-Erde-Dämmen verschliessen, damit sich die Feuchtbiotope in Zukunft wieder entwickeln können.
Das 1993 gegründete Naturschutzzentrum im Weiler Les Cerlatez beim See Les Royes informiert über die Geschichte und die Bedeutung der Moore und Feuchtgebiete. Die von Pro Natura, den Naturfreunden der Freiberge und der Gemeinde Saignelégier gebildete Stiftung ist seit 2020 in den Regionalen Naturpark am Doubs integriert.

## Schutzziele
Gemäss dem Zweck des Bundesinventars der Landschaften und Naturdenkmäler von nationaler Bedeutung sind für das BLN-Gebiet 1008 mehrere Schutzziele definiert worden:
- Erhaltung des Mosaikcharakters und der Struktur der traditionellen Weide- und Waldlandschaft
- Erhaltung der geologischen Landschaftsformen und besonders der Karstformen
- Erhaltung des biologischen Vielfalt mit den charakteristischen Arten in ihrem ökologischen Umfeld
- Erhaltung der traditionellen landwirtschaftlichen Bewirtschaftung und
- Erhaltung der ländlichen Architektur und der traditionellen Landschaftselemente wie Hecken und Trockenmauern